# Transport a Ruanda

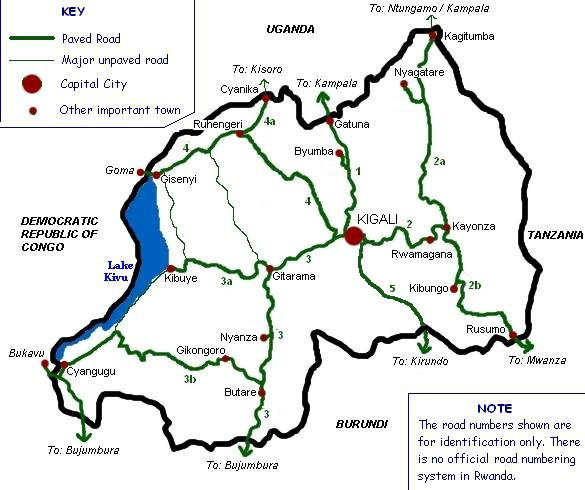
Mapa mostrant les carreteres principals a Ruanda.

El sistema de transport a Ruanda se centra principalment en la xarxa de carreteres. Hi ha carreteres pavimentades entre la capital, Kigali, i la majoria d'altres ciutats i pobles més importants del país. Ruanda també està connectada per carretera als Grans Llacs Africans, a través de les quals es fan la majoria de les importacions i exportacions del país.
Hi ha un aeroport internacional a Kigali, que serveix en destinacions nacionals i internacionals, i també hi ha transport limitat entre les ciutats portuàries del llac Kivu. Actualment no hi ha ferrocarril a Ruanda.
Una àmplia quantitat d'inversió en la infraestructura de transport ha-estat feta pel govern des del genocidi de 1994, amb l'ajut de la Unió Europea, la Xina, el Japó i altres.

## La xarxa de carreteres
Ruanda té un total de 12,000 km (7,500 mi) de carreteres, de les quals 1,000 km (620 mi) són pavimentades. La resta són camins de terra de qualitat variable, des de superfície dura i llisa a superfícies amb drenatge, extremadament desiguals per a vehicles de tracció a les quatre rodes.

### Carreteres pavimentades
La majoria de les principals ciutats del país estan connectades per carretera pavimentada. La condició d'aquests camins sovint és molt pobra, amb molts forats i vehicles que sovint condueixen per pistes de terra, ja que es consideraven més suaus que la carretera. Un recent programa governamental d'actualització i renovació significa que la majoria dels camins principals estan ara en bon estat.
Les principals artèries urbanes de Kigali, així com els carrers grans de Ruhengeri, Kibuye i Gisenyi són autovies de dues direccions, però totes les carreteres nacionals de llarga distància són autovia única. No hi ha autopistes a Ruanda.
Les carreteres principals són (consulteu el mapa per a referències de números):
| #  | Inici     | Via                            | Via              | Descripció |
| -- | --------- | ------------------------------ | ---------------- | --- |
| 1  | Kigali    | Gatuna (frontera amb Uganda)   | Byumba           | La carretera principal que travessa el nord del país, aquesta és la carretera principal per Kabale i Kampala a Uganda |
| 2  | Kigali    | Kayonza                        | Rwamagana        | Es condueix cap a l'est de la capital. El remodelatge d'aquesta carretera s'ha completat recentment, i compta amb la primera circumval·lació al voltant de la ciutat de Rwamagana |
| 2a | Kayonza   | Kagitumba (frontera Uganda)    | Nyagatare        | A continuació de la carretera 2, corrent cap a l'extrem nord-est del país. Abans de 1994 la majoria d'aquest camí era en el Parc Nacional d'Akagera però l'àrea ha estat poblada, en gran part per refugiats que van tornar d'Uganda després de la guerra.                                   |
| 2b | Kayonza   | Rusumo (frontera amb Tanzània) | Kibungo          | La carretera principal a Tanzània, que corre fins al sud-est del país. La frontera és un pont elevat sobre el riu Kagera (que també forma part de la font aigua més llunyana del Nil) |
| 3  | Kigali    | Fugi (frontera amb Burundi)    | Gitarama, Butare | La carretera enllaça les dues principals ciutats de Ruanda amb el principal enllaç a Bujumbura, la capital de Burundi. La secció sud de Gitarama es va reconstruir en 2004. |
| 3a | Gitarama  | Kibuye (Ruanda)                |                  | Aquesta carretera va ser construïda per primera vegada pels enginyers xinesos en l'última dècada, corrent per un terreny molt muntanyós i creuant la conca del Nil/Congo. |
| 3b | Butare    | Cyangugu (frontera amb DRC)    | Gikongoro        | Un tram molt corrent a través del cor del bosc de Nyungwe i acabant a la vora del llac Kivu. També connecta a la ciutat congolesa de Bukavu. |
| 4  | Kigali    | Gisenyi (frontera amb DRC)     | Ruhengeri        | Una carretera que passa primer a través de les zones muntanyoses al voltant Mont Kabuye i després gira cap a l'oest al llarg de la vora sud de la cadena de volcans Virunga, abans d'acabar a Gisenyi als marges del llac Kivu. El camí continua a Goma a la República Democràtica del Congo |
| 4a | Ruhengeri | Cyanika (frontera amb Uganda)  |                  | Una carretera enllaça Ruhengeri amb Kisoro a Uganda. Passa molt a prop del Muhabura, i té una vista dreta al llarg de les cadenes Virunga. |
| 5  | Kigali    | Frontera amb Burundi           | Nyamata          | La carretera estava pavimentada recentment des que el govern de Ruanda està considerant la construcció d'un nou aeroport internacional prop de la ciutat de Nyamata. |

També hi ha un camí que actualment és un camí de terra de mala qualitat, però es pot actualitzar a l'estat pavimentat:
- El camí que s'estén al llarg del Llac Kivu entre Cyangugu, Kibuye i Gisenyi, ja que aquestes ciutats estan vinculades administrativament per la recentment formada província de l'Oest.

## Transport públic

### Internacional
Hi ha diversos serveis d'autobusos diaris als Grans Llacs Africans:
- Jaguar Executive Coaches, que enllaça Kigali amb Kampala, capital d'Uganda, via Gatuna (carretera 1 al mapa) o via Kayonza i Kagitumba (carreteress 2 i 2a).
- Regional Coach Services, qui ofereix serveis a Kampala (8 hores), Nairobi, Kenya (20 hores) i Dar es Salaam, Tanzània (36 hores), tots via el pas fronterer de Gatuna. Aquests busos solen tenir aire condicionat.
- Trinity Coach - un servei de Ruanda que utilitza autobusos bastant bàsics, que corren entre Kigali i Kampala.
- Modern Coast, un servei de transport i correu de Kenya que enllaça Gisenyi/Goma i Kigali a través de Gatuna a Kampala i Nairobi. Ofereix reserva i pagament en línia, tres classes de seients i en alguns fins i tot televisors personals i connexions 240 V / USB.
- Yahoo Car Express - Un servei de minibusos entre Kigali i Bujumbura. Aquest servei havien estat objecte d'emboscades pels rebels de Burundi, però el bou govern afirma haver resolt el problema.

A més dels serveis de taxis exprés compartits nacionals (vegeu més endavant) a Gisenyi i Cyangugu sovint creuen la frontera amb la República Democràtica del Congo per dur passatgers de Goma a Bukavu respectivament.

### Nacional

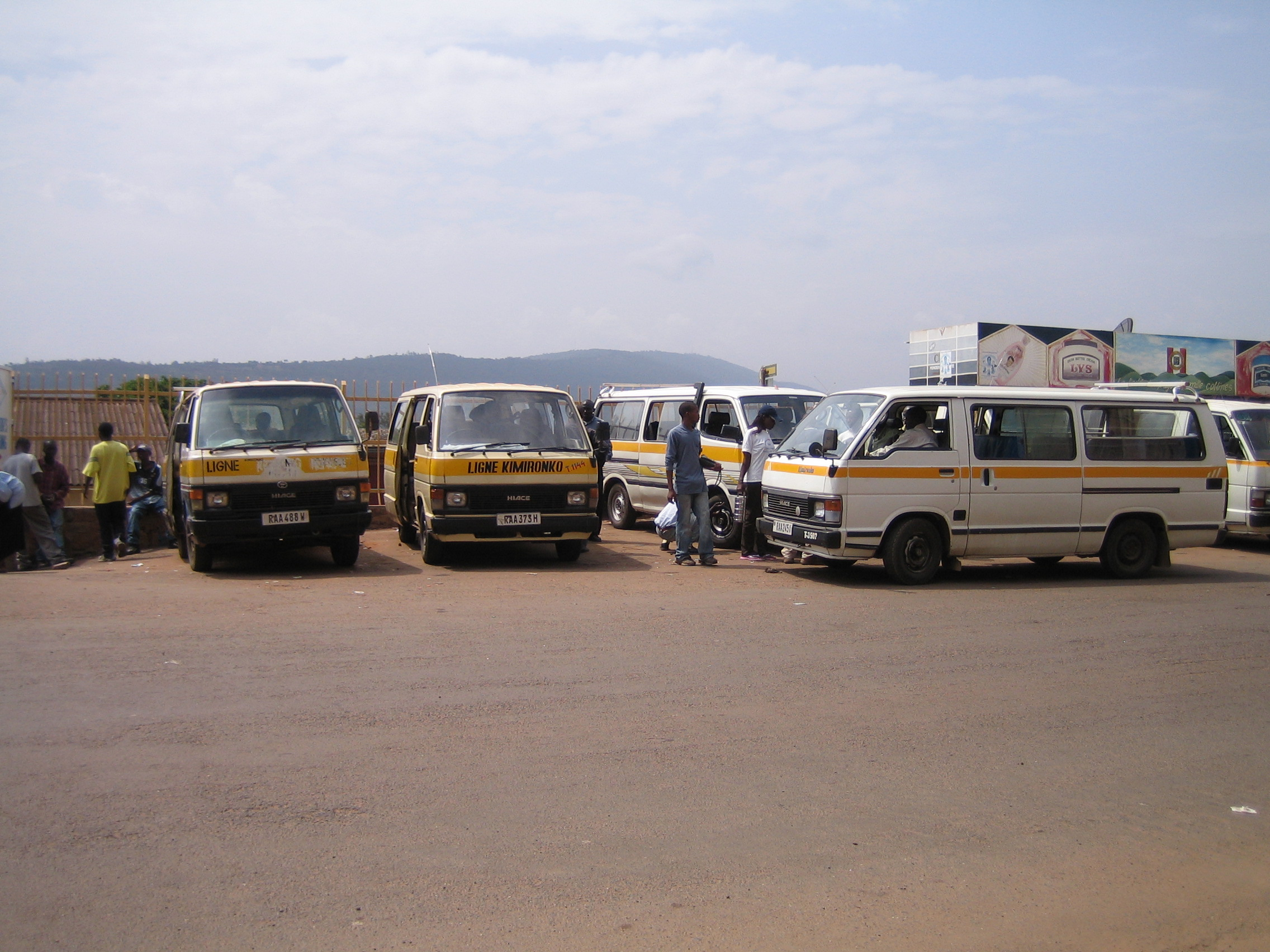
Una fila de minibusos comparteix taxis esperant per sortir a Kigali

La forma principal de transport públic a Rwanda és l'Express Bus, que ha substituït el taxi compartit a les carreteres principals.

#### Taxis compartits
Corre entre dos terminis (coneguts com a aparcament de taxis), però s'aturen amb freqüència per recollir i deixar els passatgers. Se'ls coneix localment simplement com a taxi o, col·loquialment, twegerane que significa seiem junts en kinyarwanda (un taxi privat convencional es coneix com un "lloguer especial" o "taxi").
Sempre esperen fins que estiguin plens abans de la sortida, i també poden esperar llargs períodes a les ubicacions de la carretera si no hi ha prou gent.
Els vehicles solen ser minibusos Toyota propietat d'un individu particular que utilitza un xofer i un controlador per operar i mantenir el vehicle dia a dia. La majoria tenen quatre files de seients per a quatre adults (nadons i infants no compten i s'espera que seguin a la falda d'un adult). Hi ha dos seients de passatgers davanters, de manera que el vehicle pot transportar fins a divuit passatgers, a més del xofer i el controlador.
El controlador s'encarrega d'obrir i tancar la porta i recollir diners dels passatgers, i estara a l'espai de la porta si tots els seients estan ocupats. No s'emeten bitllets en aquesta forma de taxi.
Moto Taxis
Una gran part dels vehicles a les carreteres a Ruanda, especialment Kigali, són taxis de motocicletes. Es condueix una motocicleta o scooter i pot pujar un sol passatger i pagar la tarifa requerida.

#### Express Bus
Aquests corren a un horari (normalment cada 30 minuts) entre les principals ciutats, només s'aturen a parades oficials prop de la(s) destinació(ns). Fins i tot si surten abans, es pagarà el preu de la següent parada. Gairebé totes les carreteres passen per Nyabugogo a Kigali.
Els busos estan dirigits per empreses privades i emeten tiquets amb un preu establert pel govern. Com els tiquets s'imprimeixen i es paguen a les oficines principals (parades) o per un empleat al llarg de la carretera (parades més petites), no hi ha necessitat d'un controlador per recollir els diners a l'autobús. Els tiquets poden ser emesos amb antelació, per la qual cosa podrien ser venuts ràpidament a terme a les hores punta (especialment els divendres, diumenges, dissabtes i inici i final de les vacances escolars).
En contrast amb els taxis compartits, aquest tipus de transport respecta l'horari en lloc d'esperar a estar ple. A més, gairebé mai són plens i molts surten abans.
La mida va des del Toyota Coaster fins a grans cotxes. La majoria dels cotxes són gestionats per Ritco, en què el govern té una participació. També és l'única empresa que fa parades arreu de tot el país, mentre que els competidors privats són limitats a regions específiques. Quan va ser fundada va substituir Onatracom, una altra companyia pública.

#### Comparació
A partir de 2018 els taxis compartits segueixen sent el principal mitjà de transport en àrees remotes, mentre que els Busos Express s'utilitzen sempre que estiguin disponibles. Això es deu al preu gairebé igual i un major confort i velocitat de l'Express.

### Urbà
El transport públic a Kigali pren la forma de les parades de taxis compartits esmentats anteriorment, però circulen amb molta més freqüència a causa d'una major demanda. Mentre que els nacionals no estan marcades, els taxis de Kigali tenen una ratlla groga que travessa el vehicle, que també es troba als punts d'inici i final del seu recorregut. La majoria dels serveis comencen o finalitzen al centre de la ciutat o a Nyabugogo, la principal estació d'autobusos nacionals de la ciutat.
Una enquesta recent realitzada per l'Associació d'Empreses de Transport a Kigali dona les següents estadístiques:
Hi ha 19 companyies d'autobusos que operen un total de 1.633 autobusos de diverses marques, models i mides en diverses parts de Ruanda. A la mateixa ciutat de Kigali hi ha 622 busos operants. D'aquests 622, el 90,6% d'ells són petits vehicles Toyota Hiace, la majoria d'ells de 10 anys o més. Del tipus més gran de vehicles que transporten fins a 30 passatgers o més hi ha 58 unitats dels quals el 34,4% són nous vehicles propietat i operats per Kigali Bus Services Ltd. Arxivat 2021-01-27 a Wayback Machine.

## Transport aeri

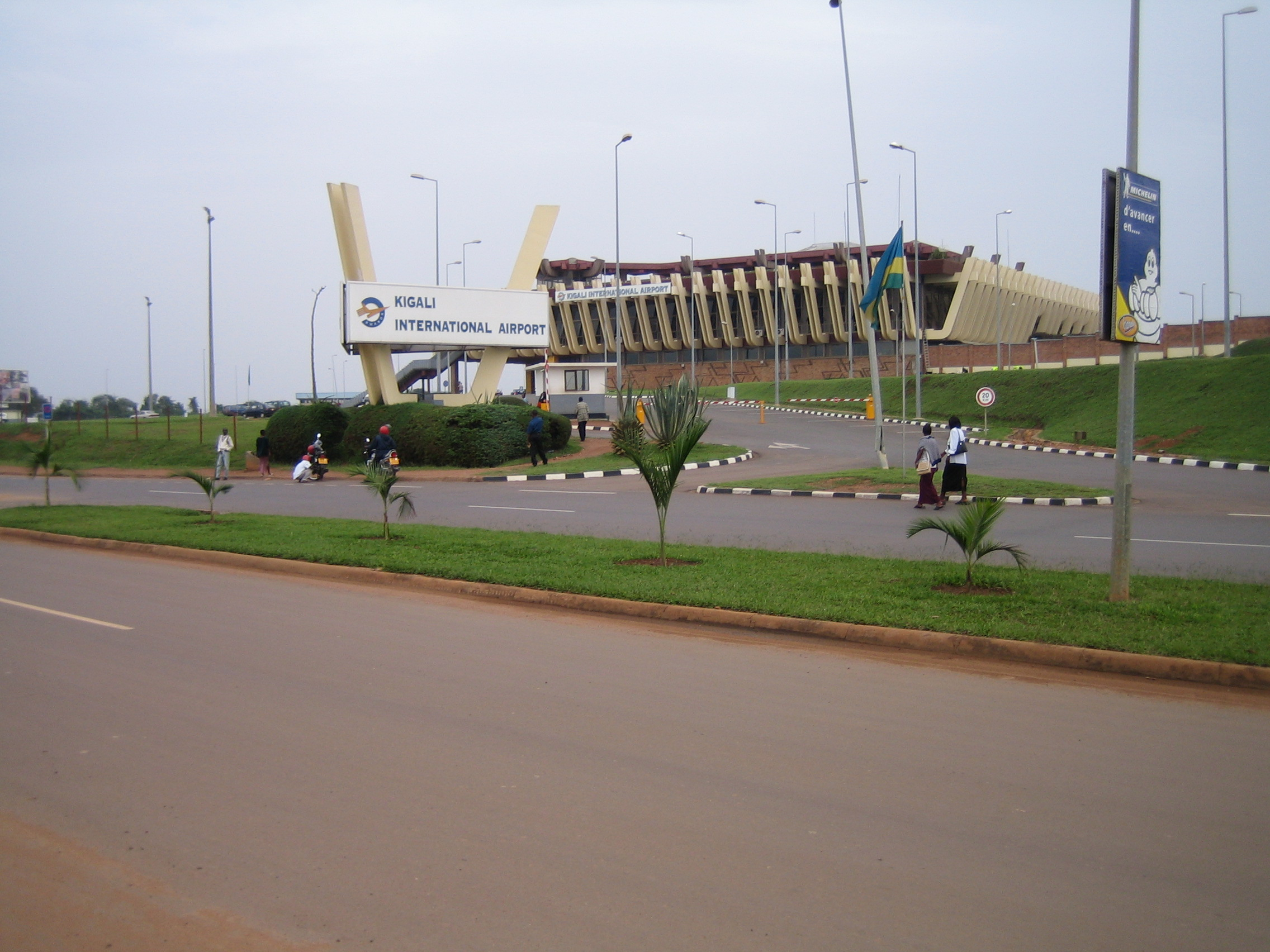
Aeroport internacional de Kigali

La porta d'entrada principal del país és l'Aeroport Internacional de Kigali, que es troba a Kanombe, un suburbi aproximadament a 10 kilòmetres del centre de la ciutat de Kigali. L'aeroport té volts internacionals a Lagos, Brazzaville, Dubai, Nairobi, Entebbe, Addis Ababa, Bujumbura, Johannesburg, Amsterdam, Brussel·les i Doha i és l'aeroport principal de la companyia nacional RwandAir.
Hi ha plans per discutir la construcció d'un nou aeroport a Nyamata al districte de Bugesera, aproximadament a 40 km de Kigali que seria molt més gran i podria ser un centre neuràlgic per a tota la regió. L'únic aeroport del país amb servei de passatgers és l'aeroport de Kamembe, que es troba a la ciutat de Cyangugu. RwandAir opera un servei entre Kigali i Kamembe, que dona servei al sud-oest de Ruanda i la ciutat congolesa de Bukavu.

## Transport aquàtic

### Llac Kivu
Aquest és, amb diferència, el més gran dels llacs de Ruanda, formant la frontera amb la RDC. Hi ha serveis ocasionals de vaixells entre els principals ports de Cyangugu, Kibuye i Gisenyi però aquests no tenen un horari habitual i sovint han de ser arrendats. També hi ha vaixells que serveixen per transportar persones a algunes de les illes del llac, però tampoc no funcionen regularment. Els pescadors locals operen al llarg de la totalitat de la riba del llac, generalment en canoes o altres embarcacions artesanals. La marina ruandesa opera uns quants vaixells al llac per protegir el país contra infiltrats del costat congolès.

### Altres llacs
El transport en els altres grans llacs de Ruanda sol limitar-se a transbordadors, en general embarcacions locals similars a les que s'utilitzen per a la pesca, que transporten persones d'un costat a l'altre. Alguns llacs tenen bars i hotels, com ara Jambo Beach al llac Muhazi, que poden oferir un creuer de plaer als seus clients en la seva pròpia llanxa. Els pescadors locals operen a la majoria dels llacs.

## Ferrocarril
Actualment no hi ha ferrocarril a Ruanda.